# Giuseppe Gualtieri
Giuseppe Gualtieri (Catanzaro, 8 aprile 1954) è un poliziotto, prefetto e funzionario italiano; il suo nome è legato alla cattura dell'allora capo di Cosa nostra Bernardo Provenzano.

## Biografia
Entrato nella Polizia di Stato, dal 1986 ha lavorato all'anticrimine in Calabria e poi alla squadra mobile di Reggio Calabria. Dopo aver guidato il commissariato di Siderno, nel 2005 è nominato dirigente della Squadra mobile di Palermo.
L'11 aprile 2006 Bernardo Provenzano fu arrestato da poliziotti della mobile guidati da Gualtieri. Aveva individuato il casolare in cui si nascondeva il boss, che fu monitorato per dieci giorni attraverso microspie e intercettazioni ambientali, per avere la certezza che all'interno vi fosse proprio Provenzano.
Per questa azione è stato promosso per merito straordinario Dirigente Superiore di polizia. Nel settembre 2006 è nominato questore di Trapani, dove resta fino al 2010. Quindi è stato Capo servizio Operazioni della Direzione Centrale per i Servizi Antidroga e direttore del Servizio Polizia Scientifica della Direzione Centrale Anticrimine. Da giugno 2013 è Questore di Caserta e da gennaio 2015 di Potenza.
Il 1º marzo 2017 si insedia come questore di Catania.
Il 22 dicembre 2017 il Consiglio dei ministri lo promuove prefetto, con funzioni di Ispettore generale di amministrazione.
Il 12 gennaio 2018 è nominato commissario prefettizio a Cirò Marina, dopo l'operazione della DDA di Catanzaro denominata “Stige” che ha azzerato i vertici del comune. Nel luglio 2018 viene nominato prefetto di Vibo Valentia, dove resta fino all'aprile 2019, quando va in quiescenza.

## Curiosità
- Arbitro benemerito, è rappresentante A.I.A. presso la Corte di Giustizia Federale della Federazione Italiana Giuoco Calcio a Roma[7].